# Anka Feldhusen
Anka Feldhusen (1966 em Elmshorn, Alemanha) é uma diplomata alemã. Desde julho de 2019, ela é Embaixadora da República Federal da Alemanha em Quieve, na Ucrânia.

## Carreira
De 1998 a 2001, ela foi oficial de protocolo do Ministério das Relações Externas em Bona e Berlim. Durante esse tempo, ela chefiou o escritório do Foreign Office em Prizren por dois meses em 2000. Ela foi então membro da Equipa de Coordenação da UE no Ministério das Relações Externas em Berlim (2001-2002), Vice-Chefe da Embaixada da Alemanha em Havana (2002-2005), Chefe do Ministério das Relações Externas em Berlim (2005-2009), Vice-Chefe da Embaixada da Alemanha em Kiev (2009-2015), Chefe da Unidade da África Oriental do Ministério das Relações Externas em Berlim (2015-2016) e Chefe da Divisão do Departamento de Relações Externas do Gabinete do Presidente Federal em Berlim (2016-2019). Desde julho de 2019 ela é Embaixadora da República Federal da Alemanha em Quieve, na Ucrânia.